# Jagadhri
Jagadhri est une ville et une municipalité située dans le District de Yamuna Nagar, dans l'état de Haryana en Inde.
Sa population était de 124 894 habitants en 2001.